# Zürich Tiefenbrunnen
Zürich Tiefenbrunnen (niem: Bahnhof Zürich Tiefenbrunnen) – stacja kolejowa w Zurychu, w kantonie Zurych, w Szwajcarii. Znajduje się w dzielnicy Seefeld. Otwarta w 1894 roku przez Schweizerische Nordostbahn (NOB), na Rechtsufrige Zürichseebahn. Obecnie jest obsługiwana przez pociągi S-Bahn.

## Galeria

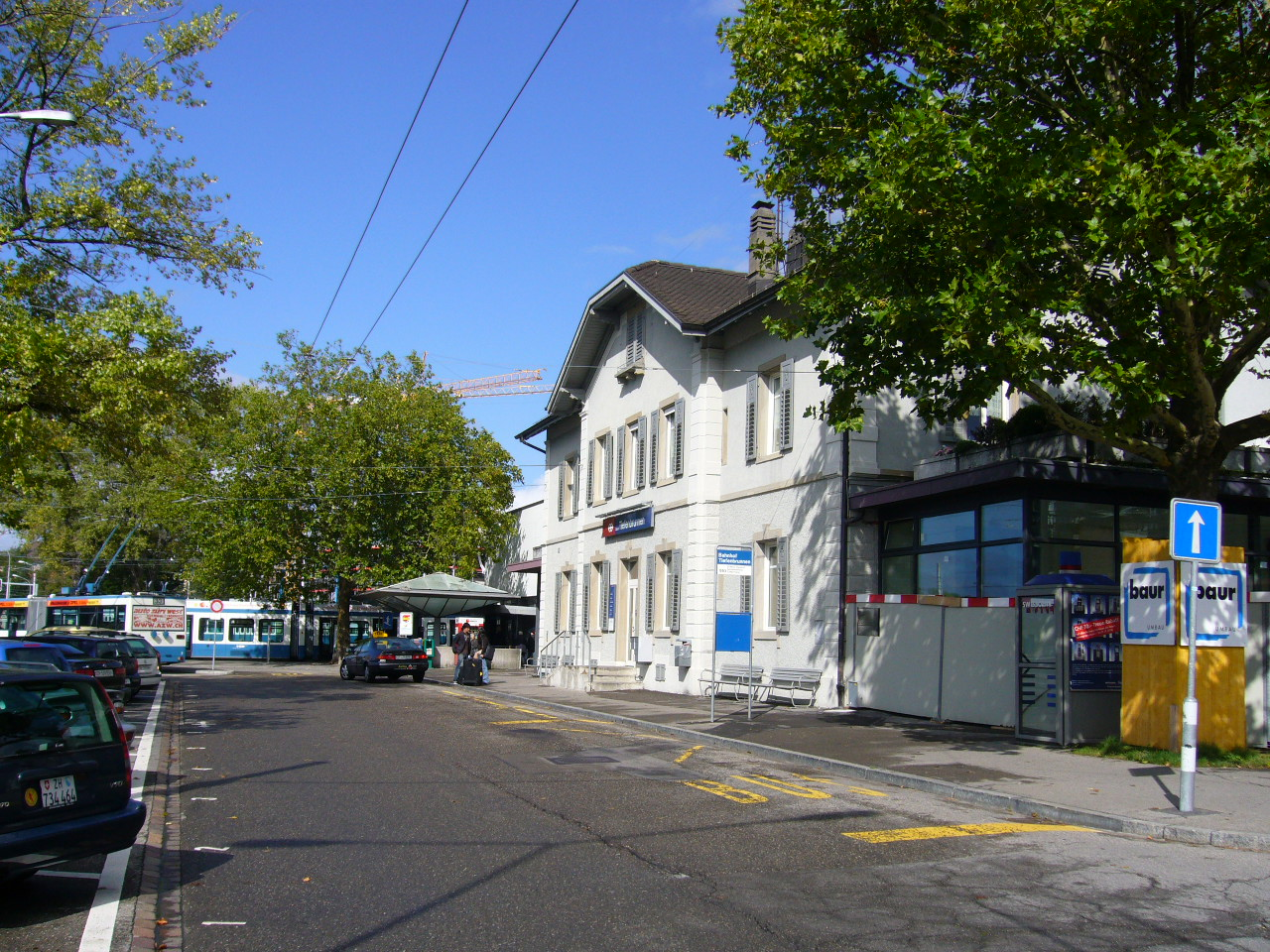
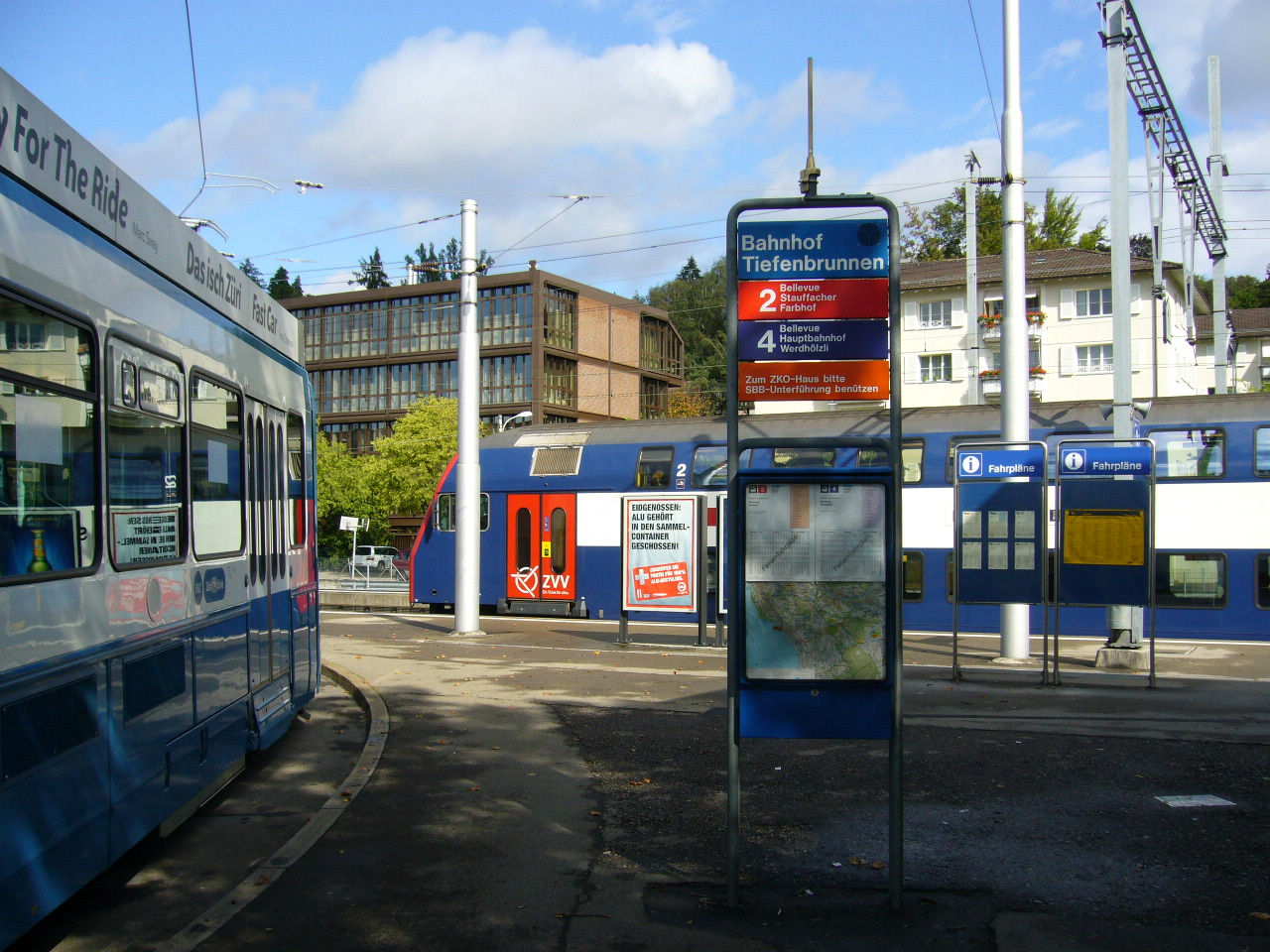
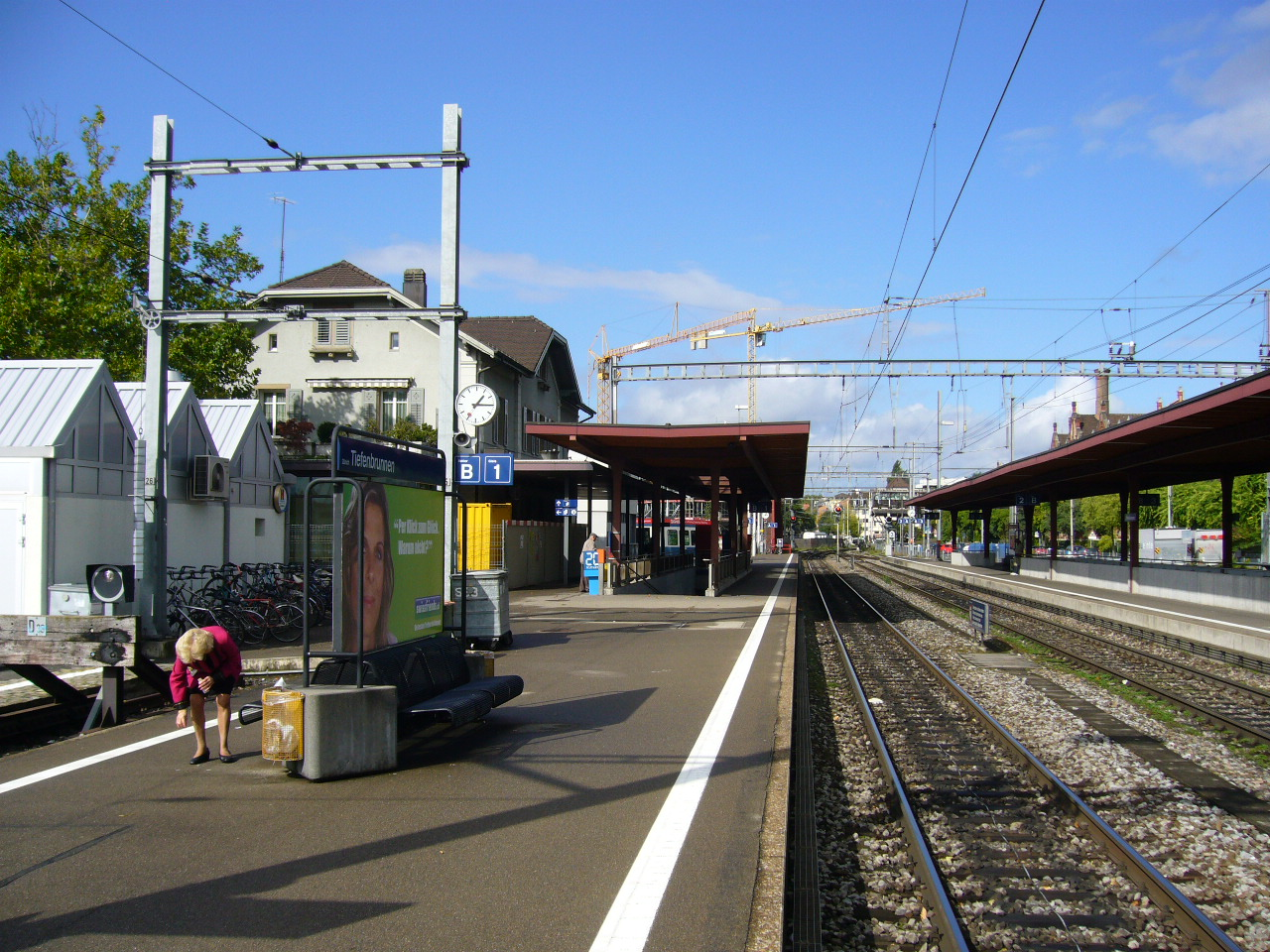
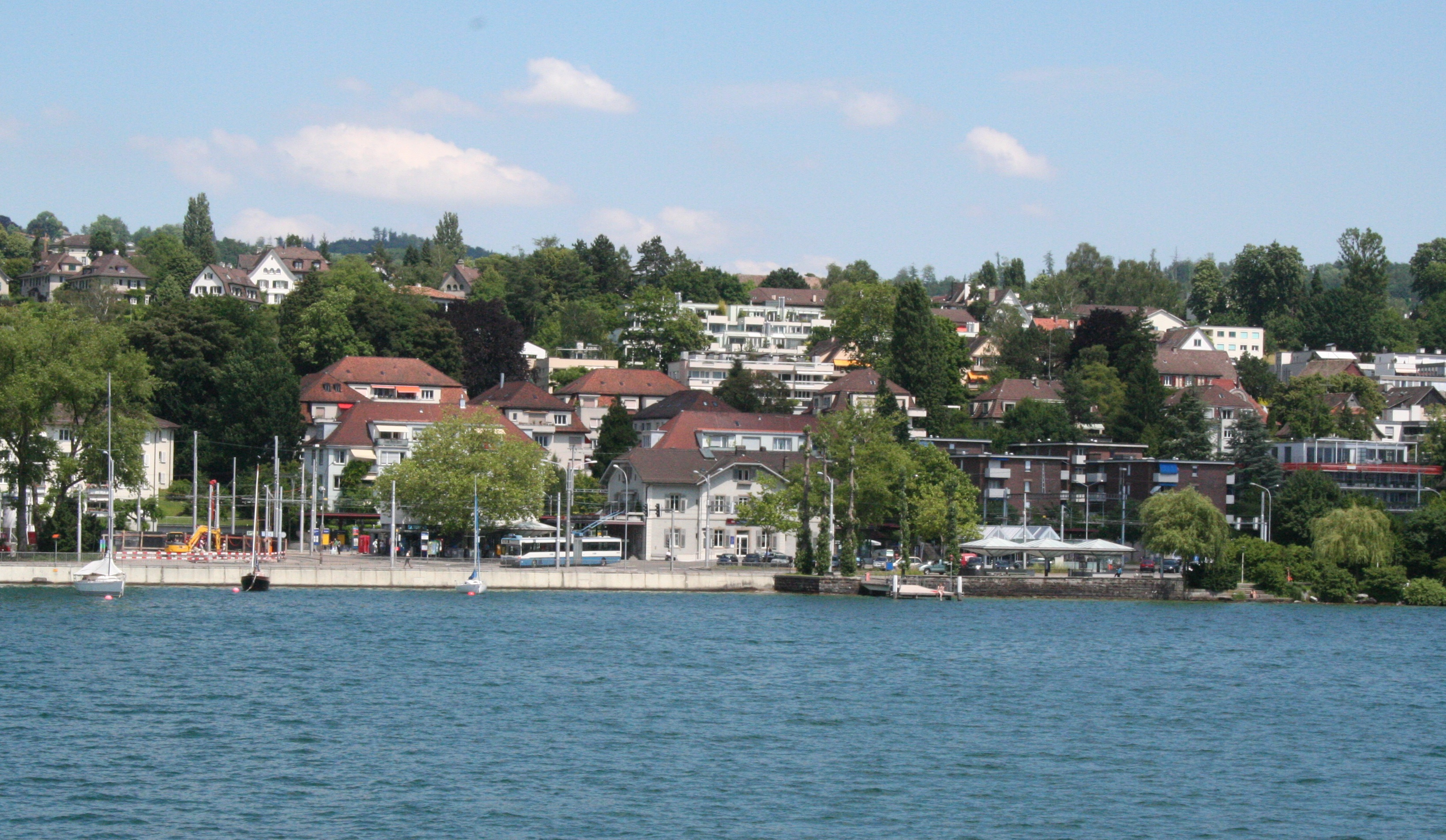